# HD243483
HD243483 — хімічно пекулярна зоря спектрального класу
A5 й має видиму зоряну величину в смузі V приблизно 10,3.